# Bogøgårdskatten
Bogøgårdskatten eller Læsøskatten er et depotfund bestående af 1857 sølvmønter fra 1600-tallet, der har en samlet vægt på 22 kg. Den blev fundet på Bogøgård på Læsø den 6. september 1982 af gårdejeren Holger Petersen. Det er den næststørste sølvskat fra 1600-tallet, som er fundet i Danmark, kun overgået af Brogadefundet fra Køge.
Gården ligger nord for Vesterø Søndre Kirke, syd for Vesterø. En ladebygning var brændt ned, og Petersen gravede ved soklen, da han pludseligt fandt en mængde sølvmønter. Han kontaktede først politiet i Frederikshavn og senere Nationalmuseet, som kom til øen og udgravede skatten. Petersen modtog 35.000 kr i danefæ og 15.000 kr i findeløn.
Skatten lå i en jydepotte, som var knust af tungt maskineri, der havde fjernet den nedbrændte bygning. Den indeholdt primært danske og norske mønter slået under Christian 4, Frederik 3., Christian 5. og Frederik 4. samt en mindre mængde udenlandske mønter. En stor del af mønterne var fra før 1644, mens der er 11 eksemplarer af Christian 5.'s kronemønt slået i 1672 i Glückstadt ved Elben. Den hyppigste mønt er Frederik 3.'s grove kronemønt slået i København mellem 1652-1670, som der findes 483 eksemplarer af.
De udenlandske mønter består af 69 hele, 26 halve og 60 kvarte dalere. Møntskatten indeholdt flere sjældne mønter, heriblandt enkelte typer, som man ikke kendte før Bogøskatten blev fundet.
Skatten er sandsynligvis nedgraver i eller umiddelbart efter 1672.
I 1662 var Bogøgård ejet af Laurits Lauridsen Melchiorsen, der var blandt øens velstillede borgere. Han tjente penge på at fragte norsk tømmer fra Oslofjorden. En del beboere på Læsø blev udskrevet til Skånske Krig (1675-1679), og da Melchiorsens enke står opgivet som ejer af gården i 1683 uden at hans navn optræder i kirkebøgerne på Læsø, er det sandsynligt, at han døde under krigen. Historikere sætter derfor skatten i forbindelse med Melchiorsen, der nok har skjult den store sum penge, men er død uden at kunne fortælle andre om, hvor den var gravet ned.
Bogøgårdskatten blev opbevaret og udstillet på Nationalmuseet i København i mange år, da Læsø Museum ikke havde de fornødne sikkerhedsforsanstaltninger til kunne få lov at udstille den. I september 2017 havde museet opgraderet sikkerheden, og skatten blev transporteret til Læsø, hvor den har været udstillet siden.